# Master of Business Administration
Master of Business Administration (MBA eller M.B.A.) är en vidareutbildning i företagsekonomi som har sitt ursprung i USA i början av 1900-talet när landet industrialiserades och företag sökte vetenskapliga förhållningssätt till management. Kärnkurserna i ett MBA-program täcker olika verksamhetsområden som redovisning, tillämpad statistik, affärskommunikation, affärsetik , affärsjuridik, finans, ledarskapsekonomi, management, entreprenörskap, marknadsföring och  operations på ett sätt mest relevanta för ledningen och strategi.

## Bakgrund och beskrivning
Utbildningen har sitt ursprung i det tidiga 1900-talets USA och är en vidareutbildning för yrkesverksamma personer som vill utveckla sitt affärsmannaskap till en ledande position. Syftet är att ge vidareutbildning i ledarskap och organisation samt erfarenheter för att mer framgångsrikt kunna leda företag och organisationer. Traditionellt omfattar utbildningen ett antal ämneskurser med fallstudier, där eleverna ställs inför beslutssituationer hämtade från verkliga företag. Generellt innebär ett MBA-program en företagsekonomisk högre utbildning, som i USA oftast läses under två år och motsvarar 60 amerikanska credits (ca 100 svenska högskolepoäng). Det finns också program som läses på deltid i kombination med arbete eller på distans, benämnda Executive MBA (EMBA). Dessa är ofta finansierade av studenten eller dennes arbetsgivare, många högskolor erbjuder stipendier för att täcka delar av kostnaden.
För att bli antagen vid de topprankade internationella skolorna bör man ha några års arbetslivserfarenhet och goda resultat på Graduate Management Admissions Test (GMAT) och Test of English as a Foreign Language (TOEFL). Ansökningshandlingarna är omfattande, med uppsatser, vidimerade betyg och skriftliga referenser samt kompletteras ofta med intervjuer med representanter för högskolan.

## Utbildningar
Kända MBA-utbildningar i USA ges vid Harvard Business School, University of Pennsylvania Wharton School, MIT Sloan School of Management, Yale University School of Management, Dartmouth College Tuck School of Business, Stanford University, Columbia University, New York University, Northwestern University Kellogg School of Management, University of Chicago Booth School of Business, och University of Florida. 
I Europa är kända utbildningar till exempel London Business School (London, Storbritannien), INSEAD (Fontainebleau, Frankrike), International Institute for Management Development (IMD) (Lausanne, Schweiz), HEC Paris (Paris, Frankrike) och Henley Management College (Storbritannien), Heriot-Watt University (Storbritannien), Instituto de Empresa (Madrid, Spanien), Iese (Barcelona, Spanien) och Bocconi (Milano, Italien).

### Sverige
I Sverige finns ett flertal uppdragsutbildningar utformade som MBA, bland annat vid Executive Management Institute (vars utbildningar drivs av Heriot-Watt University), Handelshögskolan i Stockholm, Handelshögskolan vid Göteborgs universitet, Stockholms universitet, Handelshögskolan i Umeå, Högskolan i Gävle, Blekinge tekniska högskola och Mgruppen,  Svenska Managementgruppen (fakultetsoberoende). 

#### MBA-stipendium i Sverige
I Sverige finns ett MBA-stipendium för Executive MBA vid Handelshögskolan i Stockholm. Stipendiet delas ut av webbsidan utbildning.se, tidningen Dagens Industri och Handelshögskolan i Stockholm. Stipendiet finansierar hela utbildningen och är värt 465 000 SEK (2014). Stipendievinnaren utses av en jury.

### Rankning
MBA-utbildningar rankas årligen av bland andra Financial Times, Business Week, Forbes och The Economist ("Which MBA"). Rankningarna bygger på lärartäthet, studenternas bakgrund, andel internationella studenter och också den genomsnittliga löneförhöjningen som studenterna uppnår efter examen. Handelshögskolan i Stockholm erbjuder Sveriges enda Executive MBA-utbildning rankad av Financial Times. Variationen är stor mellan olika MBA-utbildningar vad gäller innehållet i utbildningen och kvaliteten.

## Antagningskrav
Många program baserar sina antagningsbeslut på en kombination av akademiska betyg, resultat från standardardiserade tester, ett CV innehållande betydande ledarerfarenhet, uppsatser, rekommendationsbrev och personliga intervjuer. Vissa skolor är också intresserade av samhällstjänster eller frivilligt arbete, och hur studenten kan förbättra skolans mångfald samt bidra till studentlivet som helhet. 
Graduate Management Admission Test GMAT är det vanligaste standardiserade inträdesprovet för antagning till MBA-program. Graduate Record Examination GRE är också accepterad av nästan alla MBA-program. Vissa skolor väger inte inträdesprov poäng lika stort som andra kriterier, och vissa program kräver inte inträdesprov för inträde. I sällsynta fall kräver vissa MBA-utbildningar inte studenter att ha en grundutbildning och kommer att acceptera betydande ledarskapserfarenhet i stället för en grundutbildning. Beroende på programmet kan typ och varaktighet av arbetslivserfarenhet vara en kritisk antagningsdel för många MBA-program. Många program kräver tre eller flera års arbetslivserfarenhet för att bli antagning.
Då antagning till MBA program består av hög konkurrens, så har det vuxit fram en marknad för antagningskonsulter som hjälper blivande studenter att förbättra sina chanser för antagning. Vanliga tjänster varierar från att utvärdera kandidatens profil, GMAT-förberedelse, tips om val av skolor skolor, skriva och redigera uppsatser, genomföra testintervjuver samt karriärrådgivning efter MBA.

## Alumnföreningar
Många med MBA-examen är medlemmar i alumnföreningar. Swedish International Business School Alumni Network (SIBSAN), är ett samarbete mellan alumnföreningar för flera internationella MBA-utbildningar i Sverige.